# Verbascum macrocarpum
Verbascum macrocarpum är en flenörtsväxtart som beskrevs av Pierre Edmond Boissier. Verbascum macrocarpum ingår i släktet kungsljus, och familjen flenörtsväxter. Inga underarter finns listade i Catalogue of Life.